# Българска схизма
Схизмата на Българската православна църква е отлъчване на Българската екзархия от Православен събор, свикан от Вселенската патриаршия, извършено на 16 септември 1872 година. Схизмата продължава до 22 февруари 1945 година, когато с обратен акт Българската православна църква е призната за автокефална.

## Предистория
Създаването на Българската екзархия се извършва на църковно-народен събор, свикан по силата на султански ферман през 1870 година. Българската екзархия е призната за официален представител на българската народност в Османската империя.
Свиканият на 12 февруари 1872 година. Временен съвет на Екзархията избира за пръв български екзарх ловчанския митрополит Иларион. Този избор обаче не е одобрен от Високата порта и на 16 февруари същата година на негово място е избран видинският митрополит Антим I.

## Обявяване и прекратяване на схизмата
Веднага след учредяването на Екзархията Цариградската патриаршия се обявява против. През май 1872 година Българската екзархия се обявява за автокефална (независима), а не за автономна, каквато е според султанския ферман. Това нарушение на каноните е използвано от Цариградската патриаршия като повод да обяви на 16 септември 1872 година Българската православна църква за схизматична. От присъстващите източни патриарси единствено патриарх Кирил II Йерусалимски не се съгласява с обявяването на схизмата и напуска събора, след което е низвергнат от сан. Схизмата нанася голям удар върху вътрешното състояние и международния авторитет на Българската православна църква и я изолира от православния свят.
Един месец след избирането на новия български екзарх – Стефан, на 22 февруари 1945 година, Цариградската патриаршия сваля схизмата и признава автокефалията на Българската православна църква. По този начин се дава възможност през 1953 година, последната да възстанови патриаршеския си статут с първи съвременен патриарх Кирил.